# Partícula teste

Animação mostrando que a linha de campo não é o caminho de uma partícula em um campo de força devido à inércia da partícula de teste. Vetor velocidade (verde), vetor aceleração (azul).

Em teorias físicas, uma  partícula teste ou partícula de teste, também chamada de carga de teste, é um modelo idealizado de um objeto cujas propriedades físicas (geralmente massa, carga ou tamanho) são consideradas desprezíveis, exceto para a propriedade em estudo, que é considerada insuficiente para alterar o comportamento do resto do sistema. O conceito de uma partícula de teste muitas vezes simplifica os problemas e pode fornecer uma boa aproximação para fenômenos físicos. Além de ser utilizado na simplificação da dinâmica de um sistema em determinados limites, também é utilizado como diagnóstico em simulações computacionais de processos físicos.

## Gravidade clássica
O caso mais fácil para a aplicação de uma partícula de teste surge na gravidade newtoniana. A expressão geral para a força gravitacional entre quaisquer duas massas pontuais {\displaystyle m_{1}}e {\displaystyle m_{2}} é:
{\displaystyle F=-G{\frac {m_{1}m_{2}}{|\mathbf {r} _{1}-\mathbf {r} _{2}|^{2}}}},
onde {\displaystyle \mathbf {r} _{1}} e {\displaystyle \mathbf {r} _{2}} representam a posição de cada partícula no espaço. Na solução geral para esta equação, ambas as massas giram em torno de seu centro de massa R, neste caso específico:
{\displaystyle \mathbf {R} ={\frac {m_{1}\mathbf {r} _{1}+m_{2}\mathbf {r} _{2}}{m_{1}+m_{2}}}}.
No caso em que uma das massas é muito maior que a outra ({\displaystyle m_{1}\gg m_{2}}), pode-se supor que a massa menor se move como uma partícula de teste em um campo gravitacional gerado pela massa maior, que não acelera. Podemos definir o campo gravitacional como
{\displaystyle \mathbf {g} (r)=-{\frac {Gm_{1}}{r^{2}}}{\hat {r}}},
com {\displaystyle r} como a distância entre o objeto massivo e a partícula de teste, e {\displaystyle {\hat {r}}} é o vetor unitário na direção que vai do objeto massivo para a massa de teste. A segunda lei do movimento de Newton da massa menor se reduz a
{\displaystyle \mathbf {a} (r)={\frac {F}{m_{2}}}{\hat {r}}=\mathbf {g} (r)},
e, portanto, contém apenas uma variável, para a qual a solução pode ser calculada mais facilmente. Esta abordagem fornece boas aproximações para muitos problemas práticos, por ex. as órbitas dos satélites, cuja massa é relativamente pequena em comparação com a da Terra.

## Eletrostática
Em simulações com campos elétricos, as características mais importantes de uma partícula de teste são sua carga elétrica e sua massa. Nessa situação, geralmente é chamado de carga de teste.

Semelhante ao caso da gravitação clássica, o campo elétrico criado por uma carga pontual q é definido por
{\displaystyle {\textbf {E}}=k{\frac {q}{r^{2}}}{\hat {r}}},
onde k é a constante de Coulomb.
Multiplicando este campo por uma carga de teste {\displaystyle q_{\textrm {teste}}} fornece uma força elétrica (lei de Coulomb) exercida pelo campo em uma carga de teste. Observe que a força e o campo elétrico são grandezas vetoriais, portanto, uma carga de teste positiva experimentará uma força na direção do campo elétrico.

## Relatividade geral
Nas teorias métricas da gravitação, particularmente na relatividade geral, uma partícula de teste é um modelo idealizado de um pequeno objeto cuja massa é tão pequena que não perturba de forma apreciável o campo gravitacional ambiente.

De acordo com as equações do campo de Einstein, o campo gravitacional está localmente acoplado não apenas à distribuição de massa-energia não gravitacional, mas também à distribuição de momento e tensão (por exemplo, pressão, tensões viscosas em um fluido perfeito).
No caso de partículas de teste em uma solução de vácuo ou solução de eletrovácuo, isso implica que, além da aceleração da maré experimentada por pequenas nuvens de partículas de teste (girando ou não), as partículas de teste girando podem experimentar acelerações adicionais devido à rotação forças de rotação.